# Kathetostoma cubana
Kathetostoma cubana är en fiskart som beskrevs av Barbour, 1941. Kathetostoma cubana ingår i släktet Kathetostoma och familjen Uranoscopidae. Inga underarter finns listade i Catalogue of Life.